# 9630 Castellion
9630 Castellion eller 1993 PW7 är en asteroid i huvudbältet som upptäcktes den 15 augusti 1993 av den belgiske astronomen Eric W. Elst vid CERGA-observatoriet i Nice. Den är uppkallad efter fransmannen Sébastien Castellion.
Asteroiden har en diameter på ungefär 7 kilometer.